# Bleasdalea bleasdalei
Bleasdalea bleasdalei är en tvåhjärtbladig växtart som först beskrevs av F. Müll., och fick sitt nu gällande namn av Albert Charles Smith och J. Haas. Bleasdalea bleasdalei ingår i släktet Bleasdalea och familjen Proteaceae. Inga underarter finns listade i Catalogue of Life.